# Пучилов, Вячеслав Георгиевич
Вячеслав Георгиевич Пучилов — комбайнер томатоуборочного комбайна механизированного отряда No 10 объединения механизации и электрификации сельскохозяйственного производства Слободзейского районного совета Молдавской ССР, лауреат Государственной премии СССР (1979), депутат Верховного Совета СССР.
Родился в 1932 году в Приднестровье.
Во время войны — в эвакуации в Заволжье.
С 1957 г. механизатор колхоза им. Я. М. Свердлова Слободзейского района Молдавской ССР.
Весной 1974 года командирован на завод «Ростсельмаш» для участия в сборке первого томатоуборочного комбайна, работал бригадиром слесарей-сборщиков. Осенью испытал опытный образец на полях своего колхоза, и после окончания сезона вернулся на завод. Внёс ряд предложений по доработке машины, некоторые узлы заменили на более совершенные.
В сезоне 1975 года убрал комбайном 1560 тонн томатов, за что был награждён орденом Трудового Красного Знамени. В последующие годы довёл выработку до 2200 тонн, и обучил других механизаторов.
Депутат Верховного Совета СССР 10 созыва (1979—1984).
Лауреат Государственной премии СССР (1979) — за участие в создании конструкции самоходного томатоуборочного комбайна СКТ-2 и внедрение его в с/х производство.
Делегат XXV съезда КПСС (1976).
Указом президента Приднепровской Молдавской республики от 02.09.2002 Пучилов Вячеслав Георгиевич — тракторист полеводческой бригады № 10 СПК «Суклея» Слободзейского района за многолетний, добросовестный труд, высокий профессионализм и в связи с 70-летием со дня рождения награждён медалью «За трудовую доблесть».